# کارلوس کوینتانیلا
کارلوس کوینتانیلا (انگلیسی: Carlos Quintanilla; زاده ۲۲ ژانویهٔ ۱۸۸۸ – درگذشته ۸ ژوئن ۱۹۶۴) سیاستمدار و دیپلمات اهل بولیوی بود. وی از ۲۳ اوت ۱۹۳۹ تا ۱۵ آوریل ۱۹۴۰ رئیس‌جمهور بولیوی بود.
کارلوس کوینتانیلا در ۸ ژوئن ۱۹۶۴، در سن ۷۶ سالگی درگذشت.